# Harsányi József
Harsányi József (Jászberény, 1803. február 18. – Erk, 1866. július 27.) katolikus plébános az egri egyházmegyében.

## Élete
1822-ben az egri papnevelő intézetbe lépett és elvégezvén a hittani szaktanfolyamot, 1827-ben pappá szenteltetett föl. Mint segédlelkész több helyen működött, míg végül pélyi, 1846-ban erki plébános és alesperes lett. Lelkipásztori működése mellett figyelemmel kísérte a nemzeti irodalmat, amiről szép könyvtára tanúskodott; sőt mint a körülmények kivánták, egyháza és meggyőződése mellett sajtó útján maga is síkra szállott.

## Munkái
- Észrevételek a borsodi levélre, vallást és hierarchiát illetőleg. Eger, 1842.
- A ker. kath. anyaszentegyház szertartásainak s jelesebb ünnepeinek rövid magyarázata. Eger, 1866.